# Vienna Blood – Rendezvous mit dem Tod
Vienna Blood – Rendezvous mit dem Tod (englischer Titel: Deadly Communion) ist ein britisch-österreichischer Fernsehfilm der Krimireihe Vienna Blood aus dem Jahr 2022 von Robert Dornhelm mit Matthew Beard als Arzt und Psychoanalytiker Max Liebermann und Juergen Maurer als Wiener Kriminalbeamter Oskar Rheinhardt. Das Drehbuch von Stephen Thompson basiert auf dem Liebermann-Krimi Deadly Communion von Frank Tallis. Die Erstausstrahlung des Films im Programm von ORF2 erfolgte am 30. Dezember 2022 und am 26. März 2023 im ZDF. Bei Flimmit wurde die Folge am 23. Dezember 2022 veröffentlicht.

## Handlung
In ihrem siebten gemeinsamen Fall untersuchen der Wiener Kriminalbeamte Oskar Rheinhardt und der Arzt und Psychoanalytiker Max Liebermann den Tod zweier Frauen, die durch einen Stich mit einer Hutnadel über den Nacken in den Hirnstamm ermordet wurden.
Das erste Opfer, Adele Zeiler, hatte kurz vor ihrem Tod vermutlich einvernehmlichen Geschlechtsverkehr, nachdem es keine Abwehrspuren gibt. Liebermann ist der Meinung, dass das Opfer zum Zeitpunkt des sexuellen Höhepunktes ermordet wurde. Adele war als Näherin im Modeatelier von Kristina Vogl tätig, wo neben Selma Wirth auch der Fotograf Ludo Rainmayr tätig ist. Kristina ist mit dem Allgemeinmediziner Dr. Heinz Vogl verheiratet. Für Rheinhardt ist er verdächtig, weil der Täter über anatomische Kenntnisse verfügt haben muss.
Liebermann erhält vom Täter ein Schreiben, das vom Krankenhaus an Max weitergeleitet wurde. Da das Schreiben bereits älter ist, vermutet Rheinhardt ein weiteres, etwas länger zurückliegendes Opfer desselben Täters. Die Verletzung durch die Hutnadel wurde im vorhergehenden Fall vermutlich nicht erkannt. Im Polizeiarchiv findet Fräulein Lindner mit der Blumenverkäuferin Mathilda Brunner einen weiteren Fall am Blumenmarkt, der zuständige Beamte war Kollege Taube. Nachdem dieser den Fall ohne Obduktion abgeschlossen hatte, lässt Reinhardt die Leiche exhumieren und untersuchen. Dabei wird ebenfalls eine Stichverletzung im Nacken gefunden. Die Ermittler vermuten einen Serienmörder, der nach Anerkennung sucht und deshalb wieder töten wird. Max und Oskar wollen daher den nächsten Mord verhindern.
Kristina Vogl berichtet Rheinhardt, einen Mann in der Tatnacht in ihrem Haus gesehen zu haben. Allerdings leidet sie gelegentlich aufgrund der Einnahme von Laudanum unter Halluzinationen, der Mann trug eine Maske. Therese Thanhofer wohnt in dem Haus, wo auch das zweite Opfer gelebt hatte. Nachdem Rheinhardt auf den Hausbesitzer Druck ausübt und sich daraufhin Thereses Wohnsituation verbessert, erhält er zum Dank einen von ihr gebackenen Kuchen. Clara Weiss, die frühere Verlobte von Max, schreibt für die Zeitung einen Artikel über das Atelier von Kristina Vogl; dieser wird allerdings nach dem Mordfall abgelehnt. Die Zeitung würde stattdessen gerne über den Fall berichten, Max soll ihr dazu Informationen liefern.
Max wird vom Täter telefonisch kontaktiert, bald darauf gibt es mit Selma Wirth einen weiteren Mord im Modesalon. Am Leichnam von Adele Zeiler findet sich ein Ring aus echtem Silber mit einer Gravur, die allerdings entfernt wurde. Auch am Leichnam von Brunner findet sich ein Ring, bei dem die Gravur abgefeilt wurde. Die Ermittler suchen den Gebrauchtwarenhändler auf, wo die Ringe verkauft wurden. Die Ringe hatte er von einem Mann erhalten, der bei einem Bestatter tätig ist. Der Einbalsamierer Markus Sprenger ist dort für das Schminken der Leichen zuständig, er wird in flagranti bei einem weiteren versuchten Mord erwischt, die Ausführung der Tat kann aber noch verhindert werden. Sprenger gelingt zunächst die Flucht, er sucht Liebermann aber später bei ihm auf. Er erzählt ihm von einem traumatischen Verlust seiner Jugendliebe, für den Mord am dritten Opfer Selma will er allerdings nicht verantwortlich sein, er vermutet einen Trittbrettfahrer, der seine Methode übernommen hatte, um ihm auch den dritten Mord in die Schuhe zu schieben. Sprenger wird von Rheinhardt in Notwehr erschossen, nachdem dieser Liebermann tätlich bedroht hatte.
Der Fotograf Ludo Rainmayr hatte mit pornografischen Bildern gehandelt, er hatte neben Selma auch Kristina Vogl nackt fotografiert. Kristina hatte Rainmayrs Schweigen erkauft, indem sie ihn im Atelier anstellte. Selma hatte Kristina gedroht, mit den Bildern an die Öffentlichkeit zu gehen. Kristina Vogl wird schließlich wegen des Mordes an Selma Wirth festgenommen. In der Zeitung erscheint ein Artikel von Clara Weiss über die Mordfälle.

## Produktion und Hintergrund
Die Dreharbeiten zur dritten Staffel, bestehend aus drei Folgen, fanden vom 21. März bis zum 24. Juni 2022 in Wien und Budapest statt. Produziert wurde die Serie von der österreichischen MR Film und der britischen Endor Productions, an der die Red Arrow Studios beteiligt sind. Unterstützt wurde die Produktion vom Filmfonds Wien, dem Fernsehfonds Austria und dem National Filmoffice Hungary, beteiligt waren der Österreichische Rundfunk und das ZDF.
Die Kamera führten Ádám Fillenz und Máté Herbai, die Montage verantwortete Klaus Hundsbichler. Für das Maskenbild zeichnete Michaela Payer verantwortlich, für das Kostümbild Thomas Oláh und für das Szenenbild Péter Horgas und Viktória Horváth. Das Drehbuch schrieb der Engländer Stephen Thompson, der auch für drei Folgen der englischen Fernsehserie Sherlock die Drehbücher verfasst hat. Gedreht wurde auf Englisch, die deutschsprachigen Schauspieler synchronisierten sich für die deutschsprachige Fassung selbst.

## Rezeption
Die Folge Rendezvous mit dem Tod wurde bei Erstausstrahlung im Dezember 2022 im ORF von bis zu 688.000 und durchschnittlich 615.000 Zusehern verfolgt, der Marktanteil betrug 22 Prozent.
Oliver Armknecht bewertete diese Episode auf film-rezensionen.de mit sechs von zehn Punkten, insgesamt sei die Folge unterhaltsam. Während das künstliche pseudohistorische Setting und das Ensemble Laune machten, lasse der Fall um einen Mann, der Frauen beim Sex tötet, jedoch Spannung vermissen.